# جشمة تبرقو (دشت روم)
جشمة تبرقو (بالفارسية: چشمه تبرقو) هي قرية تقع في إيران في قسم دشت روم الريفي. يقدر عدد سكانها بـ 362 نسمة بحسب إحصاء 2016.